# Podosilis blaisei
Podosilis blaisei is een keversoort uit de familie soldaatjes (Cantharidae). De wetenschappelijke naam van de soort werd in 1930 gepubliceerd door Maurice Pic.